# Galipea ciliata
Galipea ciliata är en vinruteväxtart som beskrevs av Paul Hermann Wilhelm Taubert. Galipea ciliata ingår i släktet Galipea och familjen vinruteväxter. Inga underarter finns listade i Catalogue of Life.